# Petrino, Tărgoviște
Petrino (în bulgară Петрино) este un sat în comuna Omurtag, regiunea Tărgoviște,  Bulgaria. 

## Demografie
Componența etnică a satului Petrino
     Turci (99,31%)
     Nicio identificare (0,68%)
     Altele (0%)
La recensământul din 2011, populația satului Petrino era de 146 locuitori. Din punct de vedere etnic, majoritatea locuitorilor (99,31%) erau turci. Pentru 0,68% din locuitori nu este cunoscută apartenența etnică.